# Laganyi járás

A Laganyi járás Kalmükföldön

A Laganyi járás (oroszul Лаганский район) Oroszország egyik járása Kalmükföldön. Székhelye Lagany.

## Népesség
- 1989-ben 23 651 lakosa volt, melynek 51,3%-a kalmük, 32,4%-a orosz, 6,3%-a kazah, 1,5%-a csecsen, 1%-a dargin.
- 2002-ben 20 007 lakosa volt, melynek 52,6%-a kalmük, 32,4%-a orosz, 6,5%-a kazah, 1,4%-a csecsen, 0,6%-a dargin, 0,3%-a ukrán, 0,1%-a német.
- 2010-ben 20 089 lakosa volt, melyből 10 976 kalmük (54,6%), 6 113 orosz (30,4%), 1 365 kazah (6,8%), 406 rutul (2%), 370 tatár (1,8%), 149 dargin (0,7%), 130 avar (0,7%), 124 cscsen (0,6%), 60 caur, 60 lezg, 52 azeri, 42 ukrán, 34 koreai, 21 örmény, 16 üzbég, 15 fehérorosz, 11 kumik stb.